# Umqangala
Umqangala (siSwati und isiZulu), auch umqengele (isiZulu), ist ein Mundbogen, der zur musikalischen Tradition der Nguni-Ethnien Zulu, Xhosa, Swazi und Ndebele in Südafrika gehört. Je nach Ethnie spielen eher Frauen oder Männer den umqangala, den sie mit dem Mund am Stabende verstärken und die Saite mit einem Finger zupfen oder mit einem dünnen Stab schlagen. Von Südafrika ausgehend verbreiteten sich Form, Name und Spielweise dieses Mundbogentyps im 19. Jahrhundert bis in den Norden von Malawi, wo unter anderem der mtyangala vorkommt.

## Bauform und Spielweise

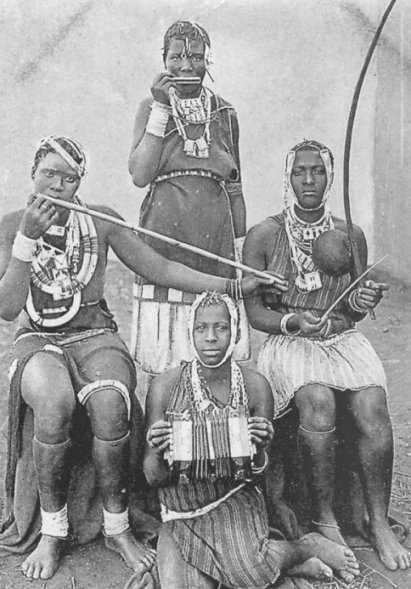
Zulu-Musiker um 1900. Links Mundbogen umqangala, dessen Saite mit einem Finger der rechten Hand am Mund gezupft und mit dem Daumen der linken Hand verkürzt wird. Rechts Kalebassen-Musikbogen ohne Stimmschlinge.

Ein Mundbogen entspricht der Form nach einem Musikbogen, bei dem der Schall nicht durch einen mit dem Saitenträger in Kontakt gebrachten Resonanzkörper, sondern durch den an den Saitenträger oder an die Saite gehaltenen Mund verstärkt und moduliert wird. Der Saitenträger besteht allgemein aus einem elastischen Holzstab, der durch die zwischen seinen Enden gespannte Saite mehr oder weniger stark gekrümmt wird. Der Stab des umqangala ist ein rund 60 Zentimeter langes Schilfrohr (isiZulu umhlanga), das fast gerade ist, wodurch der Abstand der Saite in der Mitte nur wenige Zentimeter beträgt. Das Rohr wird geschnitten, wenn es grün ist. Beim Trocknen an der Luft nimmt es ohne äußere Einwirkung eine leichte Krümmung an. Praktisch nähert sich dieser Musikbogentyp den einfachen Stabzithern, bei denen die Saite auf einer oder beiden Seiten durch ein untergeschobenes Holzstück auf Abstand vom geraden und biegesteifen Saitenträger gehalten wird. Die Saite kann bei diesem weit verbreiteten Mundbogentyp aus Pflanzenfasern, einer Tiersehne, gedrehten Haaren, Draht oder Nylon bestehen. Percival Kirby (1934) zufolge verwenden die Swazi und Zulu beim umqangala einen etwas längeren und dickeren Saitenträger als andere Ethnien und bevorzugen eine Saite aus Rindersehne (umsinga). Die Sehne ist an einem Ende mit einer mehrfachen Wicklung um den Stab und am anderen Ende mit einem Knoten befestigt. Heute wird anstelle der Sehne eine Angelleine aus Nylon verwendet. Der umqangala der Zulu ist manchmal mit eingravierten Mustern verziert. An einigen Instrumenten ist eine Rassel aus Teilen von Schneckengehäusen befestigt, die ein rhythmisches Geräusch produziert.
Der Musiker oder die Musikerin hält den Stab des umqangala an einem Ende vor den Mund und berührt ihn leicht mit den Lippen. Mit der linken Hand wird das zur linken Seite ragende andere Ende so gehalten, dass die Saite vom Körper weg nach außen ragt. Die Saite wird mit einem Finger der rechten Hand nahe am Mund gezupft oder mit einem Stab in der rechten Hand ungefähr mittig rhythmisch geschlagen. Zugleich wird durch Berühren mit dem Daumen oder einem Finger die Saite an einer Stelle am fernen Ende verkürzt. Dadurch entsteht neben dem Grundton der leeren Saite ein weiterer Grundton. Die Xhosa verwenden üblicherweise beim Mundbogen umqangi den um einen Ganzton höheren Grundton. Die Venda verkürzen die Saite ihres lugube an zwei Stellen, woraus sich drei Grundtöne ergeben. Ebenso spielen die Zulu drei Grundtöne. Die 1951 in der Gemeinde Nkandla geborene Zulu-Musikerin Bavikile Ngema erzeugt diese durch Verkürzen der Saite mit Daumen und Zeigefinger. In weit stärkerem Maß wird das Mundbogenspiel durch den Mund gestaltet. Mit der Zunge kann das Volumen des Mundraumes verändert werden, um einzelne Obertöne hervorzuheben. Auf dieselbe Weise werden die Töne bei Maultrommeln produziert. Die Höhe der Grundtöne ist von der Saitenspannung abhängig, die so bemessen sein muss, dass das Volumen des Mundraumes ausreicht, um die gewünschten Obertöne zu verstärken.
Im abwechselnden Spiel der leeren und verkürzten Saite entstehen zwei sich überlagernde Obertonreihen, woraus die Spieler eine pentatonischen Tonleiter erzeugen. Möglicherweise haben die Zulu, die ebenfalls die pentatonische Skala verwenden, diese bei ihrem Mundbogenspiel von benachbarten Ethnien, etwa den Sotho, Khoikhoi und San übernommen. Da die Mundbogenspielerin nicht selbst singen kann, wird sie gelegentlich von einer Sängerin begleitet, die parallel die Obertonmelodie des Mundbogens mit oder ohne Wörter vorträgt. Eine Besonderheit ist der mit einem Stab gestrichene Xhosa-Mundbogen umrhubhe, bei dem die Musikerin einen Flüsterton ergänzt und so zu einer zweistimmigen Melodielinie gelangt. Bei den Nguni spielen häufig Männer den Mundbogentyp umqangala, bei den Sotho und Venda sind es meist Frauen und Mädchen.

## Verbreitung
Fast alle Musikbögen im südlichen Afrika werden zur Melodiebildung verwendet, lediglich der Jagdbogen lipuruboro in der Region Kavango in Namibia wird als Rhythmusinstrument geschlagen. Musikbögen können nach ihrer Form, der Art der Tonerzeugung oder nach dem Klangergebnis eingeteilt werden. Letzteres ist erheblich komplexer als es die einfache Konstruktion erwarten lässt. Percival Kirby (1934) unterteilt die Musikbögen nach ihrem Klang in solche ein, bei denen (1) die Obertöne als Akkord zusammenklingen, (2) die Obertöne zur Melodiebildung isoliert werden und (3) die Obertöne im Zusammenklang mit dem Grundton eine einfache Form der Mehrstimmigkeit ergeben. Zur ersten Kategorie gehören Kalebassen-Musikbögen mit ungeteilter Saite, etwa segwana (bei den Setswana), dende (bei den Tsonga), ligubu (bei den Swazi) und uhadi (bei den Xhosa) sowie Kalebassen-Musikbögen mit einer die Saite in der Mitte teilenden Stimmschlinge, etwa xitende (bei den Tsonga), umakhweyana (umakhweyane) bei den Zulu, tshikala oder dende (bei den Venda), sekgapa (bei den Balobedu) und tshitendole (bei den Tsonga). Zur zweiten Kategorie gehören zum einen der Musikbogen khas der Nama in Namibia und der gora, dessen Saite angeblasen wird, und zum anderen die Trogzithern tshidzholo (tsijolo, bei den Venda) sowie segankuru und sekgobogobo (bei den Pedi). In Form und Länge des Saitenträgers entspricht der gora dem umqangala.
Zur dritten, an der Klangerzeugung ausgerichteten Kategorie zählt Kirby vier Musikbogentypen. Hiervon beinhaltet der erste, weit verbreitete Typ, zu welchem der umqangala gehört, einfache Mundbögen mit einem annähernd geraden Saitenträger aus Rohr. Weitere Namen von Varianten dieses Mundbogens sind mtyangala bei den Tumbuka in Malawi, nkangala bei den Chewa in Malawi, umquengele bei den Zulu, lugube bei den Venda, lekope bei den Nord- und Süd-Sotho, lengope bei den Setswana, chidangari und kadimbwa bei den Shona in Simbabwe und den Chewa in Mosambik, inkinge bei den Mpondo (Provinz Ostkap), inkinge bei den Xhosa und !gabus bei den Griqua (früher „Korana-Hottentotten“). Sie besitzen alle wie der umqangala einen nahezu geraden Saitenträger, lediglich der !gabus ist etwas stärker gekrümmt und zeigt am deutlichsten die Verwandtschaft mit einem Jagdbogen. Form, Name und Spielweise des südafrikanischen Mundbogens umqangala haben sich im 19. Jahrhundert bis nach Malawi (gkaggala im Süden, mtyangala und nkangala im Norden von Malawi) und in den Südwesten von Tansania (nkangala) verbreitet.
Vom umqangala-Typ mit einem geraden, gleichförmigen Stab unterscheiden sich Mundbögen mit Saitenträgern, die sich an einem Ende verjüngen oder durch ein Holzstück in der Mitte verstärkt werden und die mit einer Stimmschlinge ausgestattet sind. Hierzu gehören der thsigwana der Venda, der lekope Sotho und der isitontolo der Swazi und Zulu. Der dritte Typ besteht aus Mundbögen mit einem gekerbten Saitenträger, der mit einem Stab gerieben wird, wie der xizambi der Tsonga. Nguni-Frauen an der Küste beidseits der Grenze zwischen Südafrika und Mosambik spielen neben dem umqangala den Reibemundbogen isizenze, bei dem nicht das Ende des Stabes, sondern der Saite mit dem Mund verstärkt wird. Beim vierten Typ ist der Saitenträger aus einem biegesteifen geraden Rohr und einem in dieses an einem Ende hineingesteckten dünneren, elastischen Stab zusammengesetzt ist. Die Pondo nennen diesen Mundbogentyp umqunge, die Xhosa und Zulu nennen ihr Instrument umrube.
Umqangala und umqengele sind Verkleinerungsformen von umqangi und umqunge. Mit diesen ähnlich klingenden Namen, die aus Khoisansprachen stammen, wurden im südlichen Afrika im Lauf der Zeit vermutlich mehrere verschiedene Musikbögen bezeichnet. Zur lautmalerischen Qualität dieser Wörter gehört der palatale Klick q, der darauf verweist, dass sie möglicherweise eigens zur Bezeichnung von mit einem Stab angeschlagenen Mundbögen eingeführt wurden. Mit diesen Namen könnte früher auch der heute mit einem Stab gestrichene Mundbogen umrhubhe gemeint gewesen sein, wobei im ebenfalls den Khoisansprachen entlehnten Wort umrhubhe der stimmlose velare Frikativ rh(u) enthalten ist, welcher das Reibegeräusch des Streichbogens lautmalerisch nachzuahmen scheint.
Ein früher Beleg für umqangala als Bezeichnung eines Mundbogens ist Henry Balfour, The Natural History of the Musical Bow (1899). Balfours Hauptthese ist die – heute so nicht mehr absolut gesetzte – evolutionäre Entwicklung von einem Jagdbogen, der zwischendurch als Musikinstrument eingesetzt wird, über einen nur zum Musizieren verwendeten Mundbogen bis zu einem mit einem Resonator ausgestatteten Musikbogen. Der umqangala besteht laut Balfour aus einem Stab, der an den Mund gehalten und einer Sehne, die mit Daumen und Zeigefinger der rechten Hand in einer Auf- und Abwärtsbewegung angeschlagen wird. Etwas genauer beschreibt der Tiroler Priester Franz Mayr (1908) den umqangala. Eine Fotografie in diesem Werk zeigt mehrere Zulu-Musiker, die unterschiedliche Musikbögen und die Rohrflöte igemfe spielen. Die südafrikanische Sozialanthropologin Eileen Jensen Krige beschreibt in The Social System of the Zulu (1936) kurz den Mundbogen und erwähnt ebenfalls, dass die Saite mit einem Finger verkürzt und mit dem Daumen gezupft wird.
Die Tradition dieses Musikbogentyps ist in Südafrika zwar stark zurückgegangen, sie wird jedoch vor allem bei den Zulu in manchen Gebieten aufrechterhalten. Hierzu gehören einige Dörfer in der Provinz KwaZulu-Natal, besonders in der Region Maputaland an der Küste im Nordosten dieser Provinz. Dort wird er überwiegend von Mädchen und  unverheirateten jungen Frauen (isiZulu izintombi) gespielt, die mit lyrischen Liedern ihre Sehnsucht nach einem zukünftigen Bräutigam ausdrücken. Die an eine bestimmte Person gerichteten Preisverse (izibongo) stellen in einer stark auf dem Zusammenhalt der Gruppe basierenden Gesellschaft einen Ausdruck der eigenen Identität und Individualität dar. Die izibongo sind nicht-metrisch, sie werden zwar mit verschiedenen Tonhöhen vorgetragen, gelten aber nicht eigentlich als Gesang (ukuhlabelela). Es kommt vor, dass die Mädchen ihre Preisverse selbst mit dem Musikbogen umakhweyana begleiten, mutmaßlich in Einzelfällen begleitet ein anderes Mädchen mit dem umqangala. Der umqangala wird von den Zulu-Mädchen allgemein nicht zur Gesangsbegleitung verwendet, sondern als instrumentale Übersetzung bestimmter Liedformen. Neben dem Mundbogen spielen die Mädchen die von Europäern im 19. Jahrhundert eingeführte Maultrommel isitweletwele oder isitolotolo.